# مكتبة ريكارديانا
مكتبة رِيْكارْدِيانا هي مكتبة تقع في مدينة فلورنسا بإيطاليا.
يعود تاريخ المكتبة إلى سنة 1715 م حيث أقامتها عائلة ريكاردي بفلورنسا. المكتبة شريك في مشروع المكتبة الرقمية العالمية.
خزانة المكتبة تضم 50 مخطوطا إسلاميا (38 منها بالعربية، وخمسة بالفارسية، وسبعة بالتركية). من بين المخطوطات المهمة، المخطوط رقم 216 وهي نسخة جميلة من ديوان أمير خسرو مؤرخة بسنة 992 هـ ، ونسخة من الفتوحات المكية لابن عربي.

## وصلات خارجية
- الموقع الرسمي